# Walter K. Granger
Walter Keil Granger, född 11 oktober 1888 i St. George i Utahterritoriet, död 21 april 1978 i Cedar City i Utah, var en amerikansk demokratisk politiker. Han var ledamot av USA:s representanthus 1941–1953.
Granger studerade vid Branch Agricultural College och tjänstgjorde i USA:s marinkår 1918–1919. Han var borgmästare i Cedar City 1924–1925 och 1930–1933. År 1941 efterträdde han Orrice Abram Murdock som kongressledamot och efterträddes 1953 av Douglas R. Stringfellow.